# Lettische Badminton-Mannschaftsmeisterschaft 2023
Die Lettische Badminton-Mannschaftsmeisterschaft 2023 fand vom 4. bis zum 5. März 2023 in Jaunolaine statt. Meister wurde das Team vom BK Baloži/Top Media.

## Endstand
| Platz | Team |
| ----- | --- |
| 1.    | BK Baloži/Top Media (Anastasija Prokopovych, Liāna Lenceviča, Artūrs Ķelpe, Olga Mihailova, Viesturs Bajārs, Mārtiņš Kažemaks)        |
| 2.    | Technische Universität Riga (Reinis Krauklis, Terēze Kiršolca, Sabari Girishan Ananthan, Anita Švalbe, Uģis Briedis, Elīna Fjodorova) |
| 3.    | RSP/RBS 1 (Pauls Gureckis, Edijs Līviņš, Diāna Stognija, Elza Zitāne, Ivo Keišs, Anzhelika Nadtochyi, Dāvis Strazdiņš)                |
| 4.    | RSP/RBS 2 (Toms Sala, Madara Gaure, Līna Leimane, Jēkabs Blumbergs, Regnārs Bajārs)                                                   |